# 251001 Случ
251001 Случ (251001 Sluch) — астероїд головного поясу, відкритий 28 липня 2006 року в Андрушівці.
Астероїд названо на честь містечка Миропіль, що розташоване на березі  річки Случ. 